# Galina Leontyeva
Pour les articles homonymes, voir Leontyeva.
Galina Leontyeva (née le 6 novembre 1941 dans l'Oblast de Iaroslavl et morte le 4 février 2016 à Saint-Pétersbourg) est une joueuse de volley-ball soviétique.

## Biographie
Galina Leontyeva remporte avec l'équipe d'URSS de volley-ball la médaille d'or olympique aux Jeux olympiques d'été de 1968 se déroulant à Mexico. Quatre ans plus tard, les Soviétiques sont de nouveau sacrées championnes olympiques aux Jeux de Munich.

## Palmarès

### Jeux olympiques
- Jeux olympiques de 1968 à Mexico,  Mexique
  -  Médaille d'or.
- Jeux olympiques de 1972 à Munich,  Allemagne
  -  Médaille d'or.